# Potamalpheops
Potamalpheops is een geslacht van kreeftachtigen uit de klasse van de Malacostraca (hogere kreeftachtigen).

## Soorten
- Potamalpheops amnicus Yeo & Ng, 1997
- Potamalpheops darwiniensis Bruce, 1993
- Potamalpheops galle Anker, 2005
- Potamalpheops hanleyi Bruce, 1991
- Potamalpheops haugi (Coutière, 1906)
- Potamalpheops johnsoni Anker, 2003
- Potamalpheops miyai Yeo & Ng, 1997
- Potamalpheops monodi (Sollaud, 1932)
- Potamalpheops palawensis Cai & Anker, 2004
- Potamalpheops pininsulae Bruce & Iliffe, 1992
- Potamalpheops pylorus Powell, 1979
- Potamalpheops stygicola (H.H.Jr. Hobbs, 1973)
- Potamalpheops tigger Yeo & Ng, 1997
- Potamalpheops tyrymembe Soledade, Santos & Almeida, 2014